# 福州理工学院
福州理工学院，简称福理工，是中华人民共和国的一所全日制本科民办普通高等学校，国脉科技股份有限公司举办，位于福建省福州市连江县。

## 历史
2004年，福州海峡职业技术学院成立。
2015年4月28日，升格为福州理工学院。
2016年，该校被福建省教育厅确定为“福建省普通本科高校向应用型转变试点项目”院校。

## 事件
2023年9月，福州理工学院学生披露该校食堂垄断经营、加价销售、严禁学生打包食堂饭菜、严禁学生网络订餐、严禁学生外带食品、强制翻包搜查等剥削学生的情况。